# Григорій Хамам
Григорій Хамам або Грігор-Амам (*Գրիգոր Համամ, д/н — 897) — цар Кавказької Албанії і Гереті у 893—897 роках.

## Життєпис
Походив з вірменської династії Араншахів. Син Атрнерсеха, шекінського князя. За материнської лінією був онуком Спарами, доньки останнього албанського володаря Вараз Трдата II. Про народження замало відомостей. Здобув гарну освіту. Замолоду займався науковими дослідженнями.
Між 870 та 877 роками після смерті батька стає князем Хачина. Спрямував свої зусилля на об'єднання східновірменських та албанських земель. У 893 році зумів стає правителем Шекінської держави. Того ж року зумів звільнити значну частину Кавказької Албанії від арабських загарбників. Коронувався вірменським католікосом Григором II. Вперше прийняв титул царя Гереті.
Боровся проти Мухаммеда I, володаря Дербентського емірату, але зазнав поразки у 897 році й загинув. Після цього царство розпалося.

## Творчість
У доробку Григорія Хамама є граматично-богословський трактат «Питання і відповіді». Від його імені зберігся шаракан (збірка) духовних віршів. Автор тлумачення граматики Діонісія Фракійського, мав деякі інші твори.

## Родина
- Апулі, князь Шекі
- Смбат, князь Нижнього Хачена
- Васак, князь Верхнього Хачена
- Саак, князь Гардмана
- Атрнерсех